# Yusuf Lawal
Yusuf „Obagoal” Lawal (ur. 3 października 1994 w Lagos) – nigeryjski piłkarz grający na pozycji lewoskrzydłowego lub lewego pomocnika w azerskim klubie Neftçi PFK. Wychowanek 36 Lion FC.
W swojej karierze grał także w KSC Lokeren.